# Frisch Vilmos
Frisch Vilmos (Budapest, 1893. október 7. – ?[1928 után]) magyar építész.

## Élete
Zsidó családban született Frisch Lipót (1861–1938) biztosítási hivatalnok és Weil Gizella (1863–1938) fiaként. A Budapesti VI. kerületi Állami Főreáliskolában érettségizett (1911). Építészeti tanulmányait Budapesten, Charlottenburgban és Amszterdamban végezte. Régészeti tanulmányokat folytatott Szalonikiben és Athénban. Helyszínen tanulmányozta a késő római, bizánci, az európai mohamedán, és az észak-afrikai mohamedán művészetet. 1923-ban a párisi Institut Musulman megbízta a párisi mohamedán mosé tervezésével és építésével. 1925–1927-ben mint tervező építész vezette a szaloniki szabad-kikötő építkezését. A bizánci műemlékek restaurálása az ő nevéhez fűződik. Később Budapesten dolgozott.
1924. június 18-án Budapesten feleségül vette Róna Katalint.

## Ismert épületei
- 1925: központi zsinagóga, Szaloniki
- 1927: koncertház és konzervatórium, Szaloniki

### Tervben maradt épületek
- 1921: Stadion, Szeged (II. díj)
- 1926: katonatisztek székháza, London (I. díj)
- 1928: budai zsinagóga, Budapest[5]